# キリバスの国旗
キリバスの国旗（キリバスのこっき）は1932年のイギリス植民地時代に制定された国章をデザインした旗で、1979年7月12日に制定された。上半分には赤地にコグンカンドリ(希望の象徴)が日の出の太陽の上を飛んでいるデザイン。下半分は青い太平洋で、白い波線が3本あり、主要な国土のギルバート諸島、フェニックス諸島、ライン諸島を示している。太陽の17本の光はギルバート諸島の16個の島と、バナバを示している。海から昇る太陽の図柄で、この国が日付変更線に近く、世界で一番早く太陽が昇る国であることを表している。
このデザインはイギリス領であったギルバート諸島とエリス諸島（現ツバル）のために1937年にデザインされたもので、その後一部改変されたが基本的には同じものである。それが1979年に国旗に制定された。

?ギルバートおよびエリス諸島の旗（1937年–1976年）
?ギルバート諸島の旗（1976年–1979年）
?現在の国旗（縦横比2:3の別タイプ）